# Меленський Андрій Іванович
Меле́нський Андрі́й Іва́нович (1766 , Москва  — 1 (13) січня 1833 , Київ ) — український архітектор російського походження. Перший головний архітектор Києва (з червня 1799 по березень 1829). Колезький радник (1816). Учень італійського архітектора Джакомо Кваренгі.

## Біографія
Народився 1766 в Москві у родині обер-офіцера. 15 січня (ст. ст.) 1775 зарахований учнем до Камінного приказу в Москві, де навчався арифметиці, геометрії, геодезії, малюнку та архітектурі.
З 1780 переведений до комісії будівництва Москви, пізніше — у Московську Кремлівську експедицію.
У 1786 працював учнем архітектора на будівництві Катерининського палацу під керівництвом архітектора Карла Івановича Бланка. Сформувався як майстер під впливом Баженова та Казакова. Першим його досвідом стало відрядження до Петербурга на будівництво палаців під керівництвом Джакомо Кваренгі.
У 1790-х працював Волинським губернським архітектором.
З 29 червня (ст. ст.) 1799 працював у Києві. Якщо можна так сказати, його творчості «сприяла» пожежа на Подолі в 1811, адже після неї саме він командував планом забудови та власне забудовою Подолу. Протягом 30 років Меленський керував губернською креслярнею, брав участь у складанні генерального плану Києва.
У 1829 вийшов у відставку через поганий стан здоров'я. Як зазначалося у формулярі 1825 року, «исправляя должность городового архитектора с деятельностью и трудолюбием по долговременному пребыванию его в Киеве … чрез понесенные труды лишён грудью здоровья и настоящего зрения глаз».
Помер 1 (13) січня 1833 від апоплексичного удару (згідно з записом у метричній книзі — у віці 70 років), похований на Щекавицькому кладовищі (надгробок було втрачено в 1950-ті роки).

## Споруди Меленського в Києві
- Старий театр на Європейській площі (розібраний у 1850-ті)
- Контрактовий будинок (1815—1817)
- Будинок Дворянського зібрання
- Пам'ятник на честь повернення Києву Магдебурзького права
- Церква Миколи Доброго
- Церква-ротонда на Аскольдовій могилі
- Церква Різдва Христового на Подолі (1810—1814)
- Будинок Назарія Сухоти на Контрактовій площі, 12 (1804)
- Особняк Стрельбицького на вул. Покровській, 5 (1808)
- Будинок із крамницями на вул. Покровській, 11 (1809)
- Житловий будинок на вул. Хорива, 16 (1813)
- Печерська в'язниця на вул. Євгена Коновальця, 44 (1817—1818)
- Власний житловий будинок на вул. Костянтинівській, 11/13 (1818 р.)
- Відбудова після пожежі 1811 р. будівлі аптеки на вул. Притисько-Микільській, 7 (1818—1820)
- Особняк на вул. Олександрівській (тепер вул. Михайла Грушевського, 14) (1819, ймовірно)
- Новий корпус Київської духовної академії (1826, за проектом Л. Шарлеманя)

Споруди у монастирях:
- Києво-Печерська Лавра:
- корпус № 52 (1823)
- корпус № 51 (1824—1825)
- корпус № 37 (1829)
- Дзвіниця церкви Спаса на Берестові
- Братський монастир
- реконструкція настоятельських келій (1821)
- корпус келій (1823)
- Флорівський монастир
- Церква святих мучеників Флора і Лавра (Миколи Мірлікійського; відбудова після пожежі 1811)[4]
- Вознесенський собор (1817, відбудова після пожежі 1811)[5]
- Воскресенська церква (1824)[6]
- Дзвіниця (до 1821, відбудова після пожежі 1811)[5]
- Нова трапезна та готель (1838—39)[7]
- 4 корпуси келій:
  - корпус № 5 (1822—32, ймовірно)[8]
  - корпус № 6 (1827, ймовірно)[8]
  - корпус № 12 (будинок Амосової; проект 1827 року, збудовано у кінці 1830-х)[5]
  - корпус № 10 (будинок ігумені; 1818—19) [8]
- Огорожа монастиря (1817—20, збереглась частково)[7]

Будував Гостиний двір (проєкт Л. Руска).

## Родина
Був двічі одружений. Від першої дружини Маріамни Григорівни  мав 4-х дітей: Олександра (1798 р.н.), близнюків Дмитра та Маріамну, 1806 р. н., Єлизавету (нар. 7 травня (ст. ст.) 1801 року).
Другою його дружиною стала донька бригадира Івана Лешкевича — Пелагея. 1 травня (ст. ст.) 1810 року він одружився з нею в Притисько-Микільській церкві на Подолі. Від другої дружини у Меленського народилися син Іван (нар. 24 січня 1811 року) та дочка Феодосія (нар. 2 червня (ст. ст.) 1812 року), яких охрестили в Церква святих Бориса й Гліба на Подолі.

## Зображення

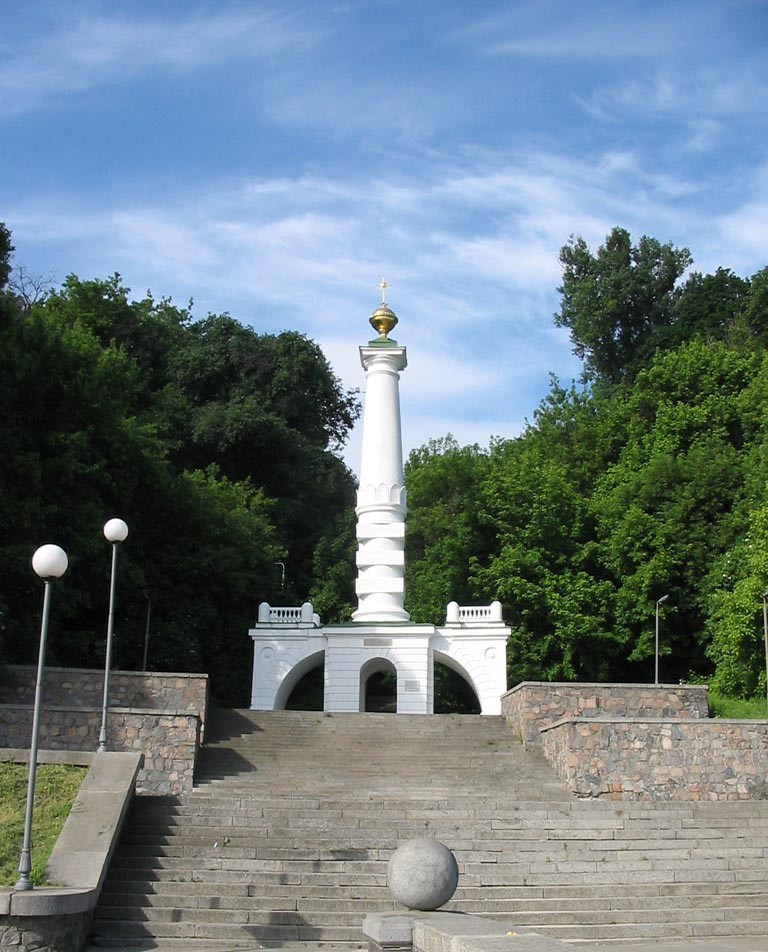
Пам'ятник на честь повернення Києву Магдебургського права
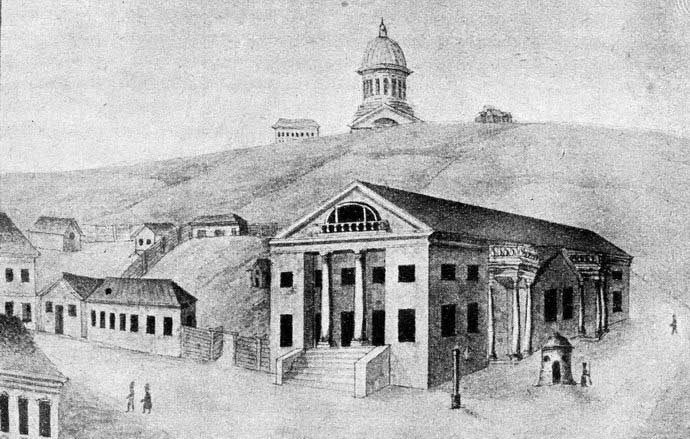
Перший Міський театр у Києві
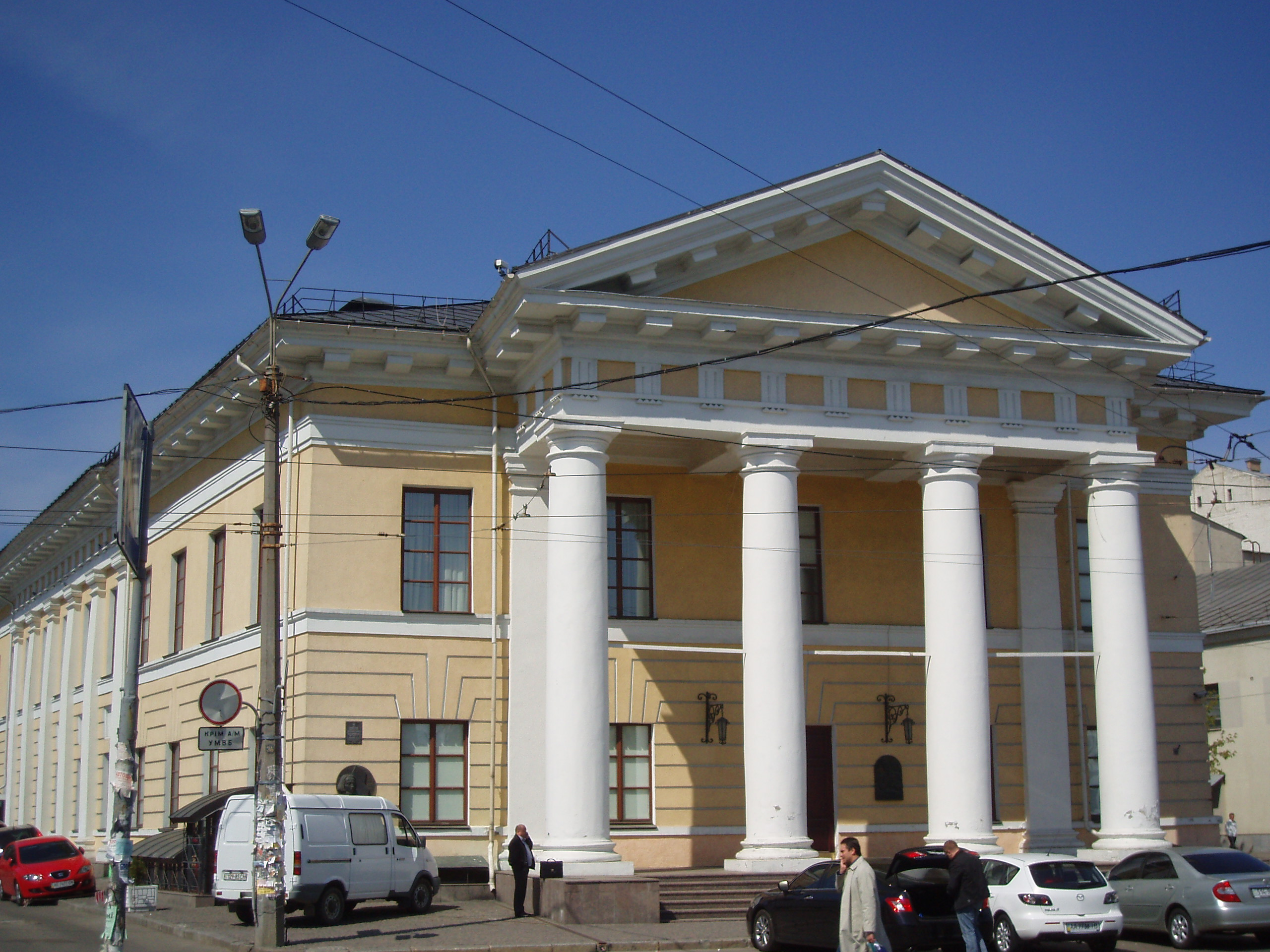
Контрактовий будинок у Києві
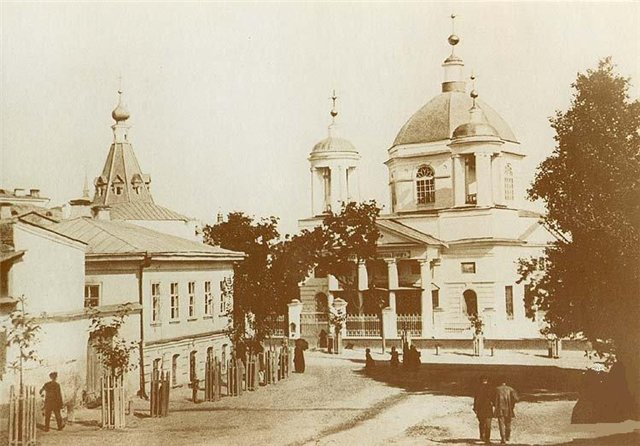
Церква Миколи Доброго у Києві на Подолі
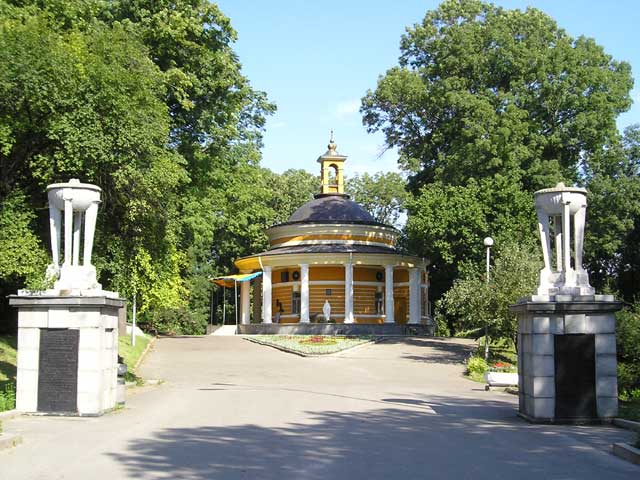
Церква святого Миколая на Аскольдовій могилі
Церква Різдва Христового у Києві на Подолі
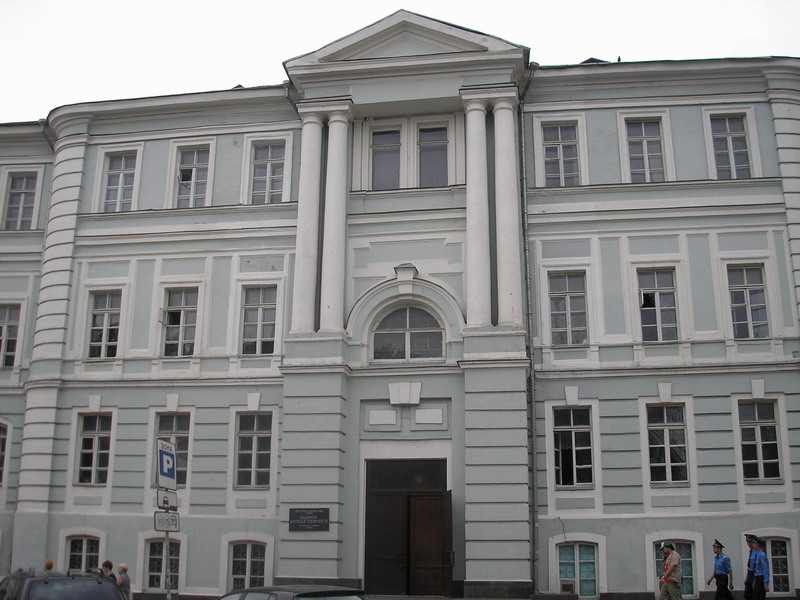
Будинок Назарія Сухоти
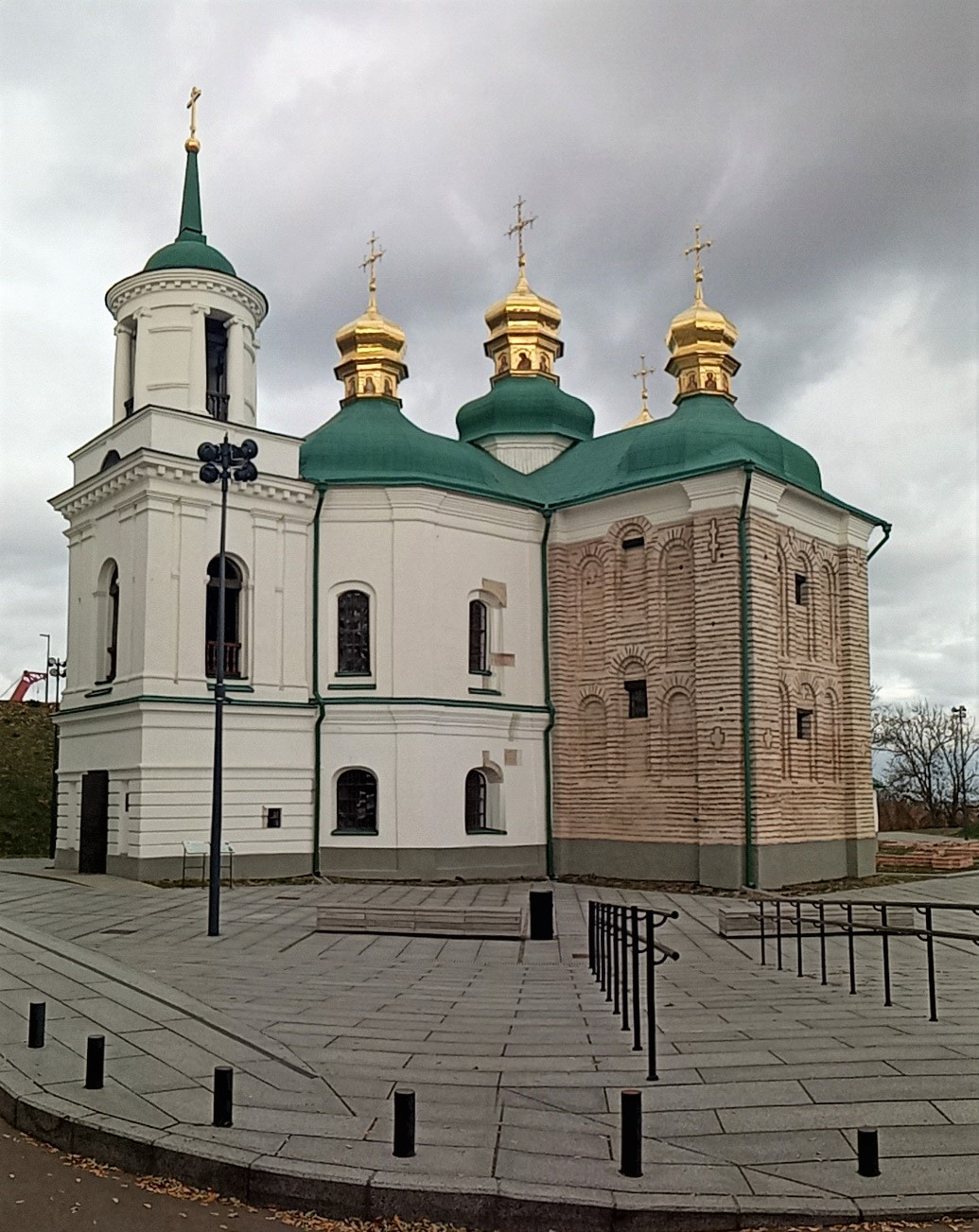
Церква Спаса на Берестові

## Ушанування пам'яті
У Києві існує вулиця Андрія Меленського.